# کاریوفیلن
کاریوفیلن (به انگلیسی: Caryophyllene) با فرمول شیمیایی C۱۵H۲۴ یک ترکیب شیمیایی با شناسه پاب‌کم ۵۲۸۱۵۱۵ است. که جرم مولی آن ۲۰۴٫۳۶ g/mol می‌باشد. 